# Готська Вікіпедія
Готська Вікіпедія — розділ Вікіпедії готською мовою. Створена у 2004 році. Готська Вікіпедія станом на 26 березня 2025 року містить 897 статей, 21 212 зареєстрованих користувачів, 16 активних дописувачів, 1 адміністратора
. Загальна кількість сторінок в готській Вікіпедії — 3771, редагувань — 47 193, мультимедійні файли відсутні
. Глибина (рівень розвитку мовного розділу) готської Вікіпедії велика і становить 128.5 пунктів
. 

## Історія
- Лютий 2008 — створена 100-та стаття[3].